# Siemensdamm (Berlins tunnelbana)

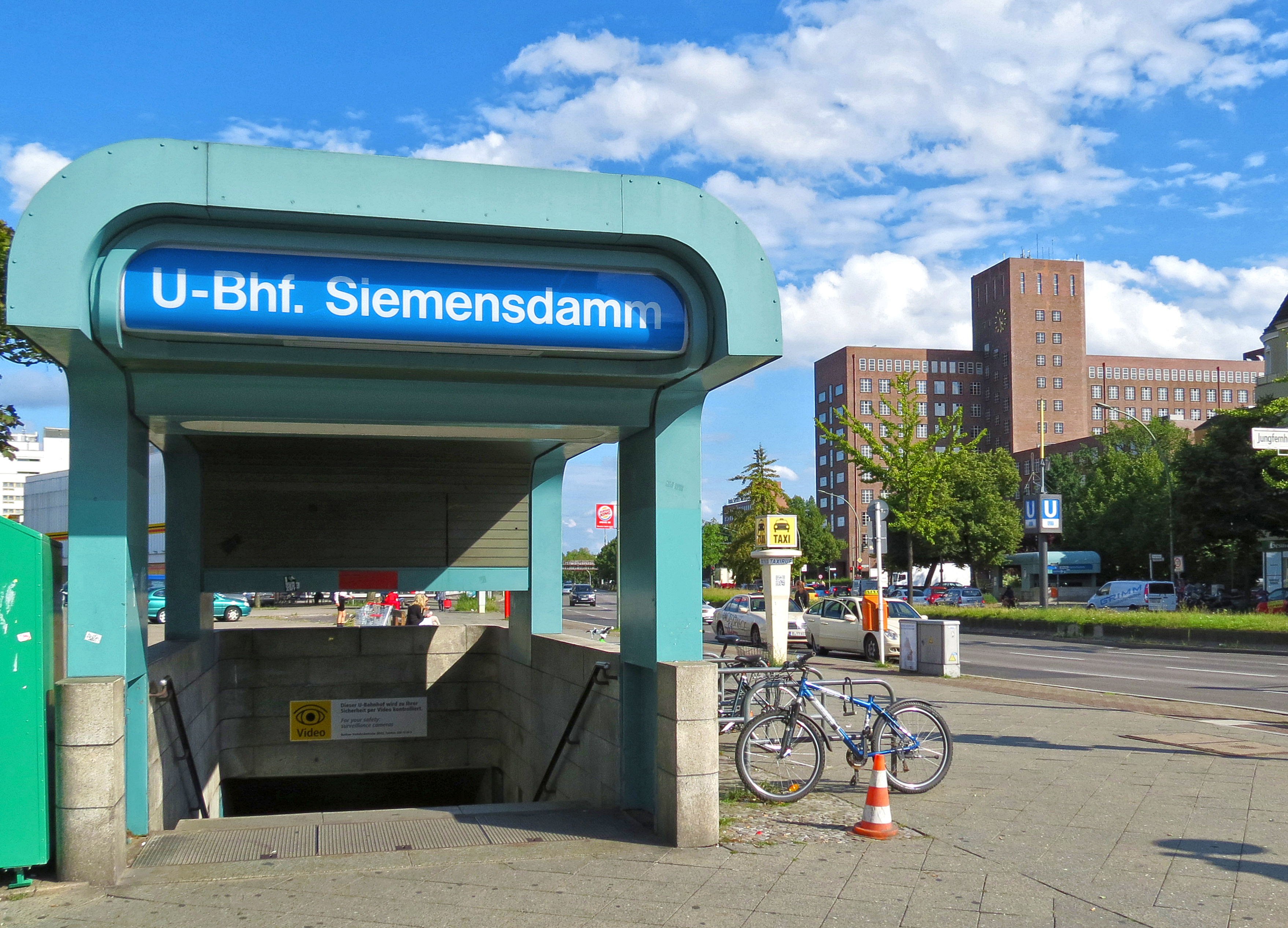
Nedgång till stationen.

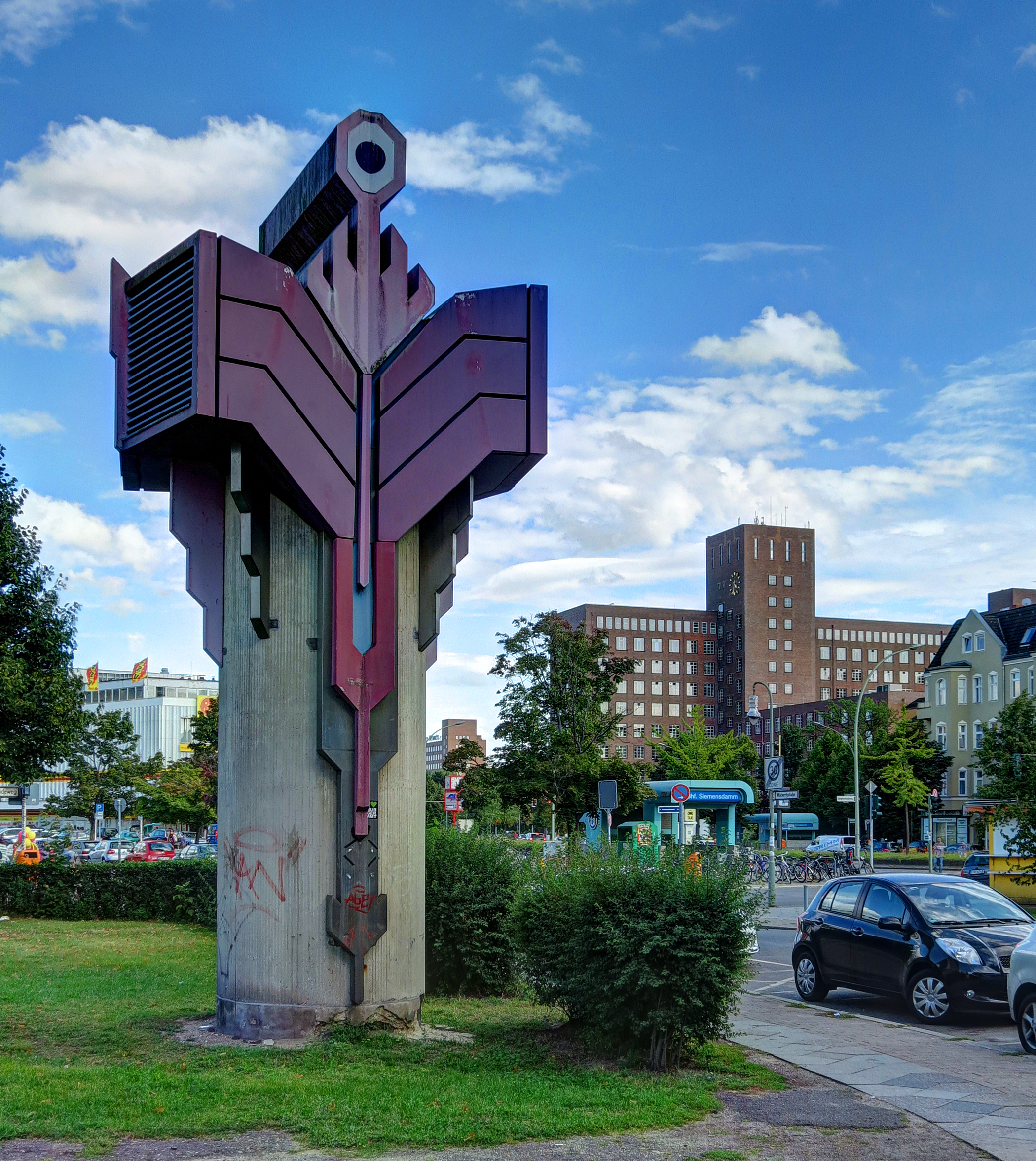
Luftreningstorn

Siemensdamm är en tunnelbanestation i Berlins tunnelbana på linje U7. Den öppnade för trafik 1 oktober 1980 som en del i tunnelbanans förlängning till Spandau. Den är ritad av Rainer G. Rümmler. Då stationen ligger i Siemensstadt har den detaljer från Siemens historia och utveckling i sin arkitektur, den har skapats som en hyllning till Werner von Siemens som bidrog till skapandet av tunnelbanan i Berlin. Stationsskylten går även i Siemens tidigare logotyps typsnitt. Siemens grundare Werner von Siemens var också en av de drivande i byggandet av Berlins tunnelbana. Vid 2003 års renovering ändrades bland annat väggfärgen. 
Siemensdamm är precis som stationen Pankstrasse på linje U8 även skapad för att kunna fungera som skyddsrum.